# Горшков, Олег Анатольевич
Олег Анатольевич Горшко́в (8 декабря 1959 года, поселок Сарс, Пермская область) — физик, специалист в области физики плазмы, доктор технических наук (2006), профессор (2011), лауреат премии имени П. Н. Яблочкова (2001).

## Биография
Родился 8 декабря 1959 года в поселке Сарс Пермской области.
В 1983 году — с отличием окончил Московский авиационный институт по специальности «Электроракетные двигатели летательных аппаратов и бортовые энергоустановки».
С 1983 по 2012 годы — работа в Исследовательском центре имени М. В. Келдыша, занимая должности от инженера до начальника отдела электрофизики; 2002—2012 годы — главный конструктор двигательного блока коррекции.
С 2012 по 2015 годы — работа в Московском физико-техническом институте: проректор по учебной работе (базовые кафедры), первый проректор — проректор по научной работе.
С июля 2015 года исполнял обязанности генерального директора, с декабря 2015 года назначен генеральным директором ЦНИИмаш.
В сентябре 2018 года перешёл на должность исполнительного директора Роскосмоса по научной и исследовательской работе.
С 2020 года — заместитель председателя Научно-технического совета Роскосмоса.
С 2024 года — советник генерального директора Роскосмоса.
Сфера научных интересов:
- Генерация, исследование и применение потоков плазмы и пучков заряженных частиц
- Методы расчётного и экспериментального моделирования процессов в плазменных ускорителях
- Создание и практическое применение холловских плазменных двигателей в составе космических аппаратов
- Ускорители электронов с выпуском пучка в плотный газ, электронно-лучевые технологии[1]

Автор свыше ста научных печатных работ, в том числе одна монография, десять патентов и более пятидесяти докладов на международных конференциях.

## Награды
- Премия имени  П. Н. Яблочкова (2001, совместно с А. С. Коротеевым) — за работу «Генерация и исследование мощных стационарных пучков электронов в плотных газовых средах»[1]
- Почётное звание «Заслуженный работник ракетно-космической промышленности Российской Федерации» (2003)[1]
- Премия Правительства Российской Федерации имени Ю. А. Гагарина в области космической деятельности (2011) — за создание и практическое применение электроплазменных двигателей нового поколения[1]
- Знак Королёва (2013) — «за разработку и согласование Основ государственной политики Российской Федерации в области космической деятельности на период до 2030 года и дальнейшую перспективу»[1]